# نبتة (مدينة)
نبتة مدينة نوبية قديمة، وكانت نبتة عاصمة لمملكة كوش النوبية. وتقع حالياً في منطقة المدينة الحديثة كريمة، بشمال السودان.

## التأسيس
يعتقد أن تحتمس الثالث أسس مدينة نبتة في القرن 15 ق.م، بعد غزوه للنوبة، واعتبرها حدود نفوذه الجنوبية. وفيما بعد استعاد النوبيون الحكم الذاتي لبلادهم، وأسسوا مملكة كوش وكان مركزها في نبتة.

## فترة نبتة
في عام 750 ق.م كانت نبتة مدينة متقدمة، في حين أن مصر لا تزال تعاني من عدم الاستقرار السياسي. فقام الملك النوبي كاشتا «الكوشي» بغزو مصر العليا، وقد اتبع سياسته خليفته بعانخي، وشباكا، والذي وحد كل وادي النيل تحت السيطرة الكوشية في السنة الثانية من حكمه، كما وضع سياسة بناء النصب التذكارية في مصر والنوبة. وعموما فقد بقي الكوشيون في مصر لحوالي قرن واحد، ويشكل حكام كوش الأسرة الخامسة والعشرين.
وإمبراطورية وادي النيل المعاد توحيدها تحت حكم الأسرة الخامسة والعشرين النوبية كانت كبيرة كما كانت في عهد المملكة المصرية الحديثة، وقد قاد الكوشيون عصر نهضة لمصر القديمة. وقد أعيد الدين، والفنون، والهندسة المعمارية، إلى عهودها الذهبية كما كانت في عهد المملكة القديمة، والوسطى، والحديثة. وقام الفراعنة النوبيون مثل طهارقة، ببناء أو ترميم المعابد والآثار في جميع أنحاء وادي النيل، بما في ذلك ممفيس، والكرنك، وجبل البركل، إلخ. وخلال عهد الأسرة الخامسة والعشرين شهد وادي النيل أول بناء على نطاق واسع وكبير للأهرامات (معظمها في السودان) منذ عهد المملكة الوسطى.
كان عهد الفرعون طهارقة، وخليفته تنوت أماني، مليئا بالصراعات مع الآشوريين، مما أدى إلى تراجع الكوشيين إلى موطنهم الروحي في نبتة. وقد دفن جميع حكام الأسرة الخامسة والعشرين، في الأهرامات في الكرو، ونوري.

## الغزو الآشوري
حوالي 670 ق.م، احتل الملك الآشوري آسرحدون مصر السفلى، ولكنه سمح بوجود الممالك المحلية في مصر السفلى، من أجل تجنيدهم كحلفاء ضد حكام صعيد مصر الكوشيين، وخلفه الملك آشوربانيبال، وقام الملك النوبي طهارقة بإقناع بعض حكام مصر السفلى بقطع العلاقات مع الآشوريين، ومع ذلك، تغلب آشوربانيبال على التحالف، وأرسل القادة المصريين إلى عاصمته، نينوى. وعين نخاو الأول حاكما على ممفيس، وسايس، وأصبح أول حكام الأسرة السادسة والعشرون.
الملك الكوشي الجديد تنوت أماني قام بقتل نخاو الأول في نفس العام الذي توفي فيه طهارقة، وحاول تنوت أماني غزو مصر السفلى. ومع ذلك لم قادرة على هزيمة الآشوريين الذين دعموا إبسماتيك الأول ابن نخاو الأول. وفي نهاية المطاف تخلى تنوت أماني عن محاولته لغزو مصر السفلى، وتراجع إلى نبتة. ومع ذلك تم الاعتراف بسلطته على مصر العليا حتى السنة الثامنة من حكمه. إلى أن استطاع إبسماتيك الأول إرسال أسطول بحري والاستيلاء على مصر العليا، ونجح في ضمها إلى منطقة سيطرته.

## نبتة المتأخرة
ظلت نبتة مركزا هاما للكوشيين لجيلين آخرين، وكان اقتصادها في الأساس يقوم على الذهب. حيث كانت مصر تحت حكم الأسرة السادسة والعشرين حليفا اقتصاديا هاما.
العمارة النبتية، والرسومات، والنصوص، وغيرها من الأشكال الفنية والثقافية كانت على الطراز الكوشي. وتمت ممارسة عادات الدفن المصرية، بما في ذلك بناء الأهرامات، مع أن شكلها يختلف عن تلك التي في مصر. كما عبدت العديد من الآلهة المصرية، أهمها آمون، وكان معبده الأكثر أهمية في نبتة، ويقع على سفح جبل البركل.
بعد الغزو الفارسي لمصر، فقدت نبتة نفوذها الاقتصادي، وكانت المنطقة نفسها جافة، وقد أثرت الغارات الفارسية تأثيرا خطيرا على نبتة في 591 ق.م. ولاحقا تم التخلي عن نبتة، وانتقلت عاصمة مملكة كوش إلى مروي حيث أن جزيرة مروي أو شبه الجزيرة التي شكلها النيل ونهر عطبرة، منطقة غنية جدا بالحديد.
وفي عام 23 ق.م غزا الرومان -الذين كانو يحكمون مصر آنذاك- نبتة ودمروها.

## صور

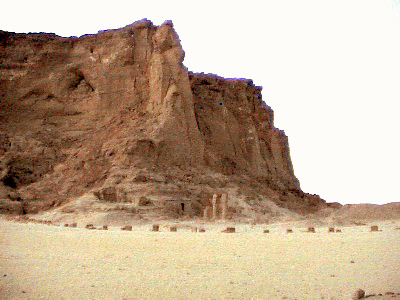
آثار معبد آمون في جبل البركل
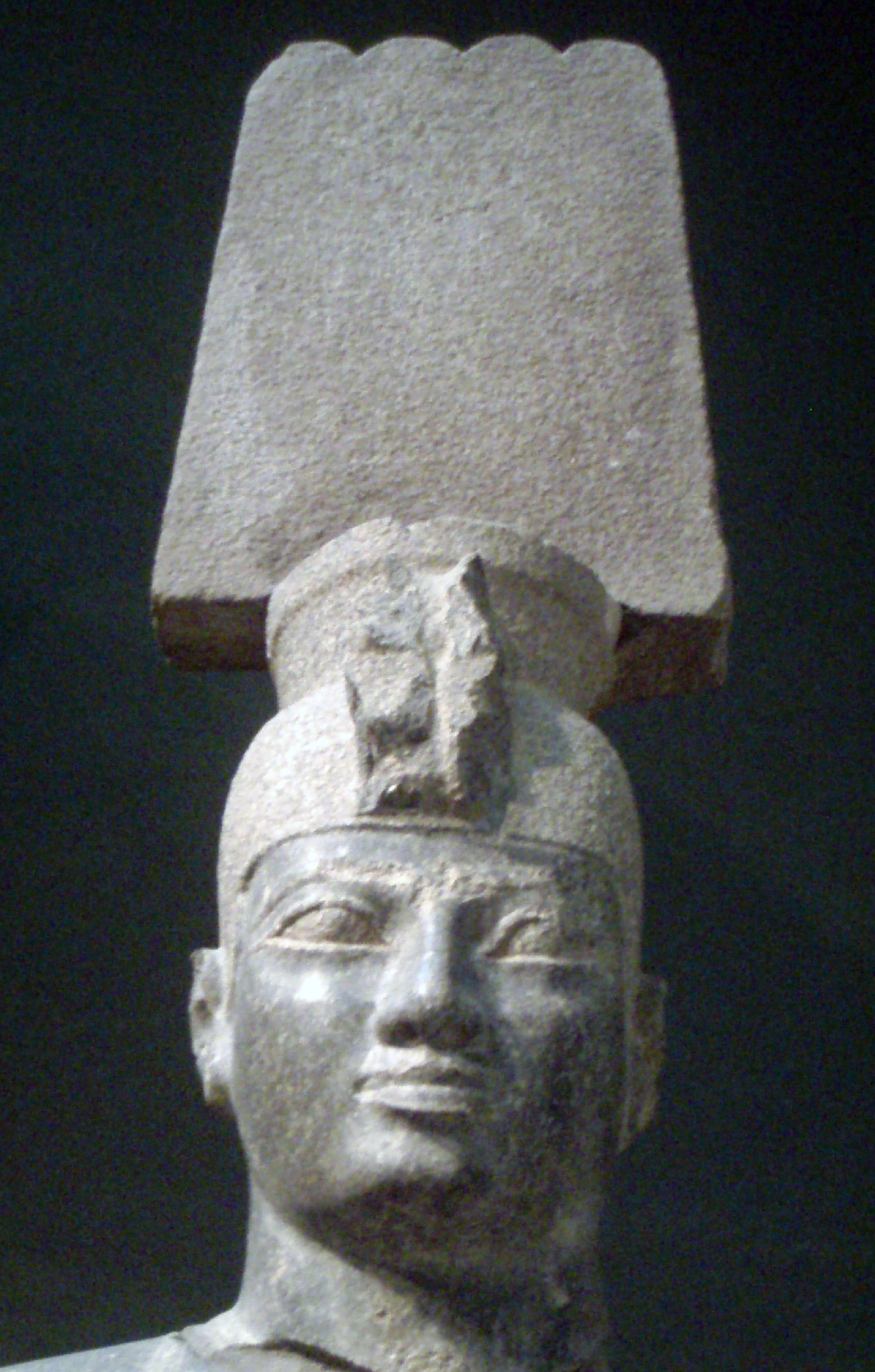
تمثال الملك أسبالتا وجد بنبتة
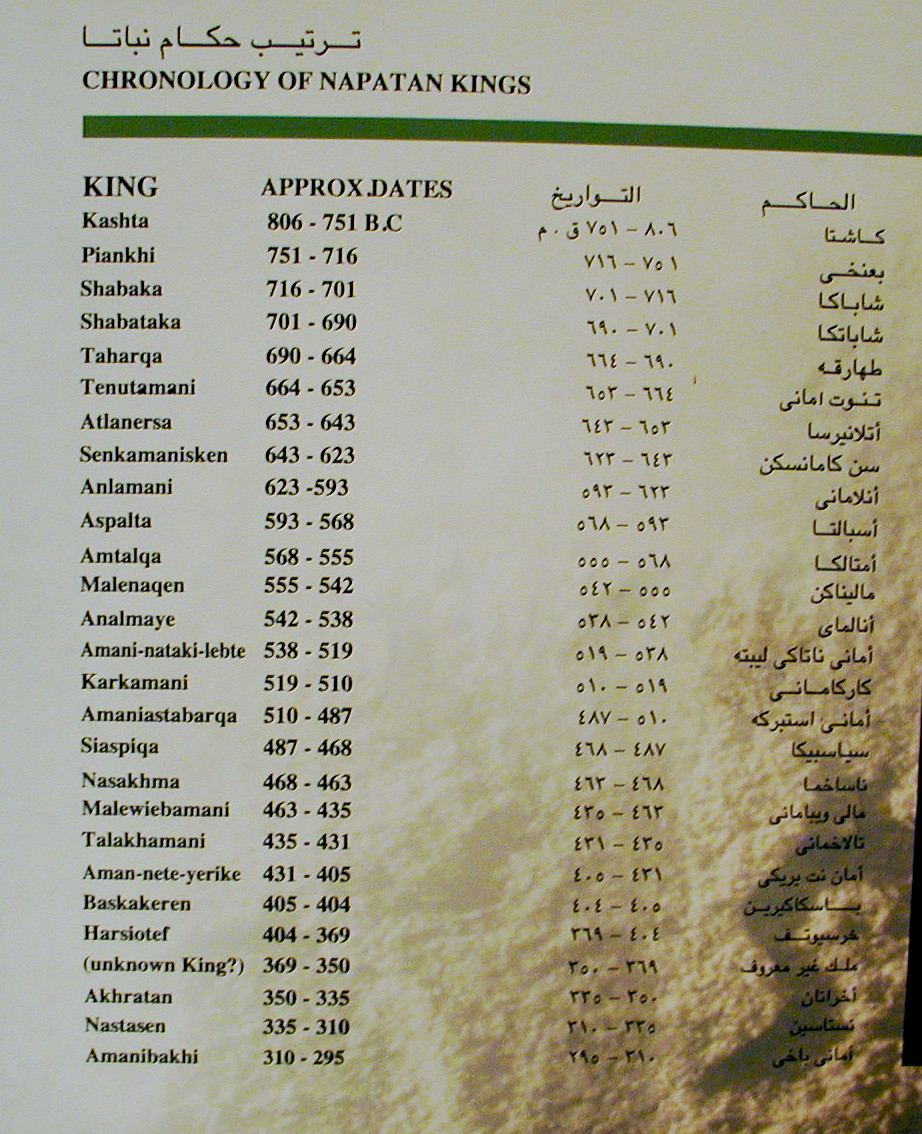
قائمة ملوك نبتة (متحف النوبة بأسوان)
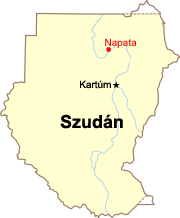
خريطة لموقع مدينة نبتة في السودان